# KNM A-3
KNM A-3 – norweski okręt podwodny z początku XX wieku, jedna ze zbudowanych dla Norwegii jednostek typu A. Zwodowany w 1913 roku w niemieckiej stoczni Germaniawerft w Kilonii, został przyjęty do służby w marynarce norweskiej w 1914 roku. Podczas kampanii norweskiej w kwietniu 1940 roku jednostka została zatopiona przez własną załogę.

## Projekt i budowa
Okręty podwodne typu A zostały zamówione przez rząd Norwegii w Niemczech po pozyskaniu z tego kraju pierwszego okrętu podwodnego, którym był „Kobben”. Norwegowie byli bardzo zadowoleni z parametrów tej zbudowanej w 1909 roku jednostki i już w listopadzie 1910 roku wystosowali zapytania ofertowe skierowane do niemieckich stoczni w celu pozyskania kolejnych okrętów. Najlepszy z punktu widzenia zamawiającego projekt przygotowała stocznia Germaniawerft, który był powiększoną i silniej uzbrojoną wersją zbudowanego dla Regia Marina okrętu podwodnego „Atropo”. Głównym konstruktorem okrętów był dr Hans Techel. W maju 1911 roku Norwegowie zamówili trzy jednostki, powiększając w 1912 roku zamówienie o jeszcze jeden okręt. Zmianą w stosunku do poprzednich konstrukcji Germaniawerft było przesunięcie rufowych sterów za śruby; nowością było wyposażenie tak małych jednostek w żyrokompasy.
KNM A-3 został zbudowany w stoczni Germaniawerft w Kilonii. Stępkę okrętu położono w 1911 roku, a zwodowany został w 1913 roku .

## Dane taktyczno-techniczne
A-3 był okrętem podwodnym konstrukcji dwukadłubowej o długości całkowitej 46,5 metra, szerokości 4,8 metra i zanurzeniu 2,7 metra . Średnica kadłuba sztywnego wynosiła 3,18 metra. Wyporność standardowa w położeniu nawodnym wynosiła 250 ton (normalna 268 ton), a w zanurzeniu 355 ton . Okręt napędzany był na powierzchni przez dwa 6-cylindrowe, dwusuwowe silniki wysokoprężne Germaniawerft o łącznej mocy 700 KM, a pod wodą poruszał się dzięki dwóm silnikom elektrycznym SSW o łącznej mocy 380 KM . Dwa wały napędowe poruszające dwoma śrubami zapewniały prędkość 14,5 węzła na powierzchni i 9 węzłów w zanurzeniu . Zapas paliwa wynosił 12,8 tony . Zasięg wynosił 900 Mm przy prędkości 10 węzłów w położeniu nawodnym i 76 Mm przy prędkości 3,3 węzła w zanurzeniu . Dopuszczalna głębokość zanurzenia wynosiła 50 metrów .
Okręt wyposażony był w trzy wyrzutnie torped kalibru 450 mm: dwie dziobowe i jedną rufową, z łącznym zapasem pięciu torped .
Załoga okrętu składała się z 17 oficerów, podoficerów i marynarzy.

## Służba
Po ukończeniu, na początku 1914 roku A-3 w towarzystwie bliźniaczych A-2 i A-4 odbył rejs z Kilonii do Norwegii, dopływając do bazy w Horten. W tym roku jednostka została przyjęta do służby w marynarce wojennej . W chwili rozpoczęcia II wojny światowej okręt był już przestarzały . W momencie inwazji Niemiec na Norwegię A-3 wraz z bliźniaczymi jednostkami A-2 i A-4 wchodził w skład 1. dywizjonu okrętów podwodnych z bazą w Horten . Okręt został w nocy z 15 na 16 kwietnia 1940 roku samozatopiony nieopodal Tønsberg w Oslofjorden .